# 入江文郎
入江 文郎（いりえ ぶんろう / ふみお、1834年5月16日（天保5年4月8日） - 1878年（明治11年）1月30日）は江戸時代末期から明治時代初期にかけての日本のフランス学者。旧松江藩士。旧名・泉、字を原伯といい、観寮（かんりょう）と号した。本姓は劉。
幕末におけるフランス学先駆者の一人であり、幕府の蕃書調所（のち開成所）教授方となってフランス語の翻訳と指導に従事。明治に入ると新政府の大学教官としてフランスに派遣され、研究のかたわら留学生総代を務めたが、病のためパリで客死した。

## 来歴
天保5年4月8日（1834年5月16日）、松江藩医入江元範の子として出雲国島根郡松江に生まれる。支藩広瀬藩の藩儒山村黙斎、次いで松江藩儒妹尾謙三郎（雨森精斎）に学び、嘉永7年（1854年）から江戸に遊学。奥医師竹内玄洞に就いて蘭学を修めた。安政4年（1857年）、父・元範が重病との知らせを受けて帰国。父の死去により家を継いで藩医となったのち、翌安政5年（1858年）から再び江戸に遊学した。万延元年（1860年）の冬には50日間横浜に遊学し、フランスの通訳官アンリ・ヴーヴ（Henri Weuve）からフランス語を学んでいる。
文久元年（1861年）、幕府の洋学研究教育機関・蕃書調所（文久2年5月に洋書調所、文久3年8月に開成所と改称）の教授手伝出役に採用され、林正十郎、小林鼎輔とともにフランス学を担当。翌文久2年（1862年）3月に幕府外国方翻訳掛を兼ねた。また文久2年中には再び横浜のヴーヴのもとに100日間遊学。12月に江戸に戻ると藩からも洋学教授方を命じられ、同じ蕃書調所教授方の松江藩士間宮観一、布野雲平の2人とともに江戸藩邸で指導に当たった。慶応2年12月（1866年2月）、旗本に取り立てられ開成所教授職並に昇進。次いで三兵伝習所での翻訳業務のため林正十郎とともに横浜への派遣を命じられ、教授方のまま開成所勤務を離れた。三兵伝習所江戸移転後の慶応3年（1867年）10月には陸軍所勤務となり、翌慶応4年（明治元年・1868年）3月に陸軍御用兼勤を免じられるまでフランス軍事顧問の文書翻訳に従事。幕府崩壊後の同年7月、職を辞して松江藩籍に戻った。
明治元年12月、新政府により開成所の官制が改められると開成学校二等教授として復職。翌明治2年（1869年）、寄宿寮総取締を命じられた。開成学校を包括する大学校（ほどなく大学と改称）の官制が定められた同年7月には大学中博士に就任。大学南校の変則課程でフランス学を担当した。その後、大学に代わり文部省が新設された明治4年（1871年）7月に文部中教授に更任されたのち、翌年9月の官制改革で文部省六等出仕となった。
この間、明治4年1月に大学中博士鈴木暢（唯一）、大学大助教小林儀秀（小太郎）とともに学術研究のため1年ほどの予定で欧州派遣を命じられ、翌2月に横浜を出港。マルセイユを経て7月（1871年8月）にパリに到着し、はじめ第1区アルジェ通りに滞在。ほどなく第6区カジミール・ドラヴィーニュ通りのホテル・サン＝シュルピスに移った。既にオーギュスト・コントに傾倒し哲学を研究していた入江は、パリではコントの定めた修学順序に従って諸学科を復習したという。また岩倉使節団の文部理事官随員今村和郎がフランスでの学制調査のため米国を後にした明治5年1月（1872年3月）には、文部理事官が担当する調査の分担を命じられた。同年6月（1872年7月）、入江、鈴木、小林の3人に帰国命令が発せられたが、入江は2年間の延長を願い出て滞在を継続。明治6年（1873年）2月に在仏弁理公使鮫島尚信から栗本貞次郎の後任として留学生総代を命じられ、以後フランス留学生たちの世話に当たったほか、文部理事官帰国後もパリ東洋語学校教員としてフランスに残っていた今村とともに、同年9月にパリで開かれた第1回国際東洋学者会議に参加している。
明治6年12月、陸・海軍省派遣をのぞく官費海外留学生の一斉召還が決定され、翌明治7年（1874年）6月には入江にも再び帰国命令が発せられたが、病のため出発を延期。療養のため私費で滞在を続けた。しかし、ついに帰国することなく明治10年（1877年）1月の官制改革の際に文部省を退官。明治11年（1878年）1月30日、喉頭結核のため宿舎のホテル・サン＝シュルピスで死去し、パリのモンパルナス墓地に葬られた。享年45。没後、モンパルナス墓地と島根県能義郡広瀬町の洞光寺に墓碑が、東京の青山墓地に記念碑が建設された。
入江は生涯独身であったため、入江家は姉・しずの三男美弥三郎が相続し、のちに入江元義と名乗った。陸軍軍人であった元義の子には、陸軍少将入江元、陸軍中将堀井富太郎夫人知恵子がいる。なお、留学生名簿や『西航備忘録』を含む文書、写真、名刺などの入江関係資料が現存しており、これらは入江家から島根県立博物館（現・島根県立古代出雲歴史博物館）に寄贈されている。また国立国会図書館憲政資料室が所蔵する辻新次関係文書にも関係資料が含まれている。

## 著作
- 市川文吉送別文（山岸光宣編 『幕末洋学者欧文集』 弘文荘、1940年11月）
日本学士院 「『市川文吉送別文集』について : いわゆる幕末洋学者欧文集」（『日本学士院紀要』第35巻第2号、1978年3月、NAID 40002849203）、田中貞（1988・2014）に翻刻されている。
- 『西航備忘録』
田中隆（1999）に影印が収録されている。
- 留学生名簿
4種類の名簿が残されており[30]、藤田（1940・1948）、田中隆（1999）、小川などに一部が翻刻されている。
- 書簡下書
田中貞（1988・2014）、田中隆（1999）に翻刻されている。
- "De la prononciation japonaise des signes chinois." in Congrès international des Orientalistes (ed.), Congrès international des Orientalistes: Compte-rendu de la première session, Paris 1873, Tome premier, Maisonneuve et Cie, 1874.
- "Les Peuples ètrangers connus des anciens Chinois." in Congrès international des Orientalistes (ed.), op. cit..

翻訳
- フランス軍事顧問作成文書（勝安芳 『陸軍歴史 下』巻二十五、巻二十六）
  - 勝安芳著 『陸軍歴史 下』 改造社、1928年8月 ／ 原書房〈明治百年史叢書〉、1967年11月、ISBN 9784562001378
  - 勝海舟全集刊行会編 『勝海舟全集 14 陸軍歴史IV』 講談社、1975年1月
  - 勝部真長ほか編 『勝海舟全集 17』 勁草書房、1977年11月、ISBN 978-4326398591
  - 「シャノワンヌ、ブリューネ、メッスローの意見書」（篠原宏著 『陸軍創設史 : フランス軍事顧問団の影』 リブロポート、1983年12月、ISBN 4845701014）
- 「ウスリ地方ノ説」（『中外新聞』第12号、慶応4年4月10日）
  - 吉野作造編輯代表 『明治文化全集 第十七巻 新聞篇』 日本評論社、1933年6月 ／ 明治文化研究会編 『明治文化全集 第四巻 新聞篇』 日本評論新社、1955年3月 ／ 明治文化研究会編 『明治文化全集 第十八巻 新聞篇』 日本評論社、1992年10月、ISBN 4535042586
  - 明治文化研究会編 『幕末明治 新聞全集 第三巻』 大誠堂、1934年12月 ／ 世界文庫、1961年11月
  - 北根豊監修 『日本初期新聞全集 13』 ぺりかん社、1988年8月、ISBN 4831590134

## 関連文献
- 仏学会編纂 『入江文郎先生之伝』 仏学会、1891年10月
  - 『伝記』第8巻第12号、伝記学会、1941年12月
  - 前掲 『法政大学史資料集』第26集
- "Notice Biographique sur M. Iriye Benzo." Revue Française du Japon, no 15, 1893.
- Tanaka Sadao. "Essai sur l'etude de la langue Française au Japon, en particulier de Irie Fumio." Ippan Kyōikubu Ronshū (Bulletin de l'université Sôka), no 4, 1980, NAID 110007148161.
  - "Irie Fumio et ses études en France." par Tanaka Sadao, Les débuts de l'étude du Français au Japon, France Tosho, 1983.